# Artplan
A Artplan é uma agência de publicidade independente e conta com escritórios em São Paulo, Rio de Janeiro e Brasília. Eleita como uma das melhores empresas de comunicação para se trabalhar pelo Great Place to Work 2014, se posiciona como a 6ª maior agência do mercado brasileiro e como a maior de capital 100% nacional. Os mais de 400 funcionários fortalecem seu modelo de negócio, que se baseia na construção efetiva de campanhas integradas. Em seu portfólio, coleciona clientes como Rock in Rio, Live TIM, Spoleto, Cartões ELO, Caixa, entre outros.

## Grupo Artplan
O Grupo Artplan é um dos maiores grupos de comunicação do Brasil, formado pela Artplan, 16ª maior agência de publicidade do país; pelo Rock in Rio, inicialmente um produto da Artplan, hoje é uma empresa independente que organiza um dos maiores festivais de música do mundo; pela Dream Factory, especializada em criar experiências por meio de eventos inovadores, aproximando grandes marcas e seus públicos; pela Relevance Brasil, consultoria de marketing focada em trabalhar posicionamento de marca e estratégias de patrocínio para seus clientes; e pela Gruda, agência que trabalha conteúdo e relacionamento criativo no ambiente digital.